# Howard Tate

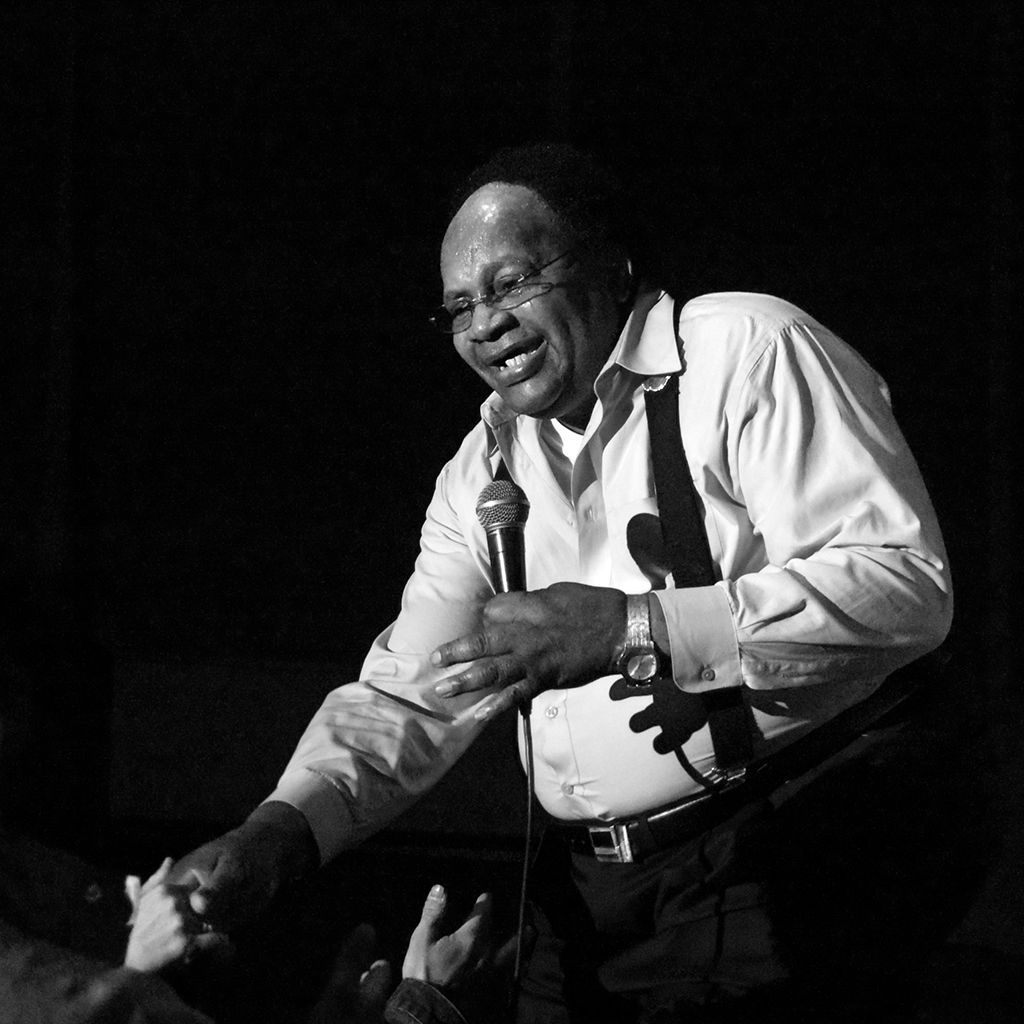
Howard Tate.

Howard Tate, född 13 augusti 1939 i Macon, Georgia, död 2 december 2011 i Burlington, New Jersey, var en amerikansk R&B-sångare. Tates kommersiella framgångar var begränsade, men han har ändå setts som en inflytelserik soulsångare. Många av hans låtar skrevs av Jerry Ragovoy.
Tate hade sina största hitsinglar med "Ain't Nobody Home", "Look at Granny Run, Run" (båda 1966) samt "Stop!" 1968. Han lanserade även låten "Get It While You Can" som spelades in av Janis Joplin och finns på hennes postuma album Pearl. B.B. King gjorde 1970 en känd cover på "Aint Nobody Home". Tate lämnade musikbranschen mot slutet av 1970-talet och levde länge ett undanskymt liv. Efter flera personliga motgångar var han under en period hemlös.
2001 började han ge konserter igen och 2003 gjorde han comeback med albumet Rediscovered.